# ماساکی تاکادا
ماساکی تاکادا (انگلیسی: Masaaki Takada؛ زادهٔ ۲۶ ژوئیهٔ ۱۹۷۳) بازیکن فوتبال اهل ژاپن است.
از باشگاه‌هایی که در آن بازی کرده‌است می‌توان به باشگاه فوتبال یوکوهاما و باشگاه فوتبال ویسل کوبه اشاره کرد.